# St. Martin (Gierath)

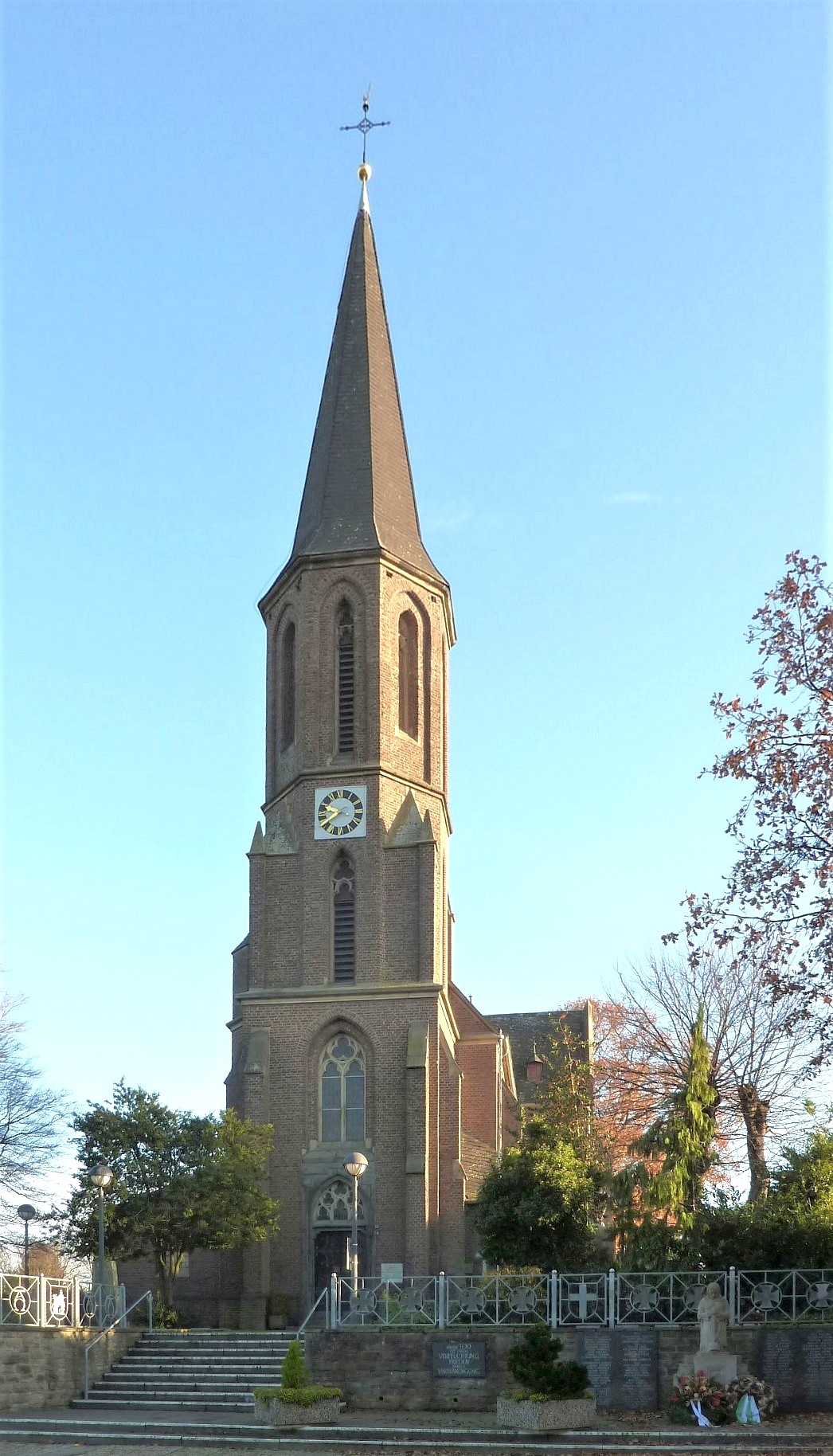
St. Martin in Gierath

St. Martin ist eine römisch-katholische Pfarrkirche in Gierath, einem Stadtteil von Jüchen im Rhein-Kreis Neuss in Nordrhein-Westfalen. Die Kirche ist unter der Nummer 1 in die Liste der Baudenkmäler in Jüchen eingetragen, steht unter dem Patronat des hl. Martin von Tours und wurde zwischen 1860 und 1861 nach Plänen von Vincenz Statz errichtet. Zur Pfarre zählen neben Gierath auch Gubberath und Herberath.

## Geschichte
Kirche und Pfarre von Gierath wurden erstmals 1257 urkundlich erwähnt. Im 13. Jahrhundert wurde auf einem älteren Vorgängerbau eine Kirche in Gierath erbaut, die im 15. oder 16. Jahrhundert ein neues Langhaus und einen neuen Chor erhielt. 1348 schenkte Graf Wilhelm V. von Jülich das Patronatsrecht dem Stift Nideggen, 1357 wurde die Kirche dem Stift inkorporiert.
Die Reformation konnte in Gierath teilweise Fuß fassen, sodass die Kirche zwischen 1615 und 1621 protestantisch war. Anschließend wurde sie wieder den Katholiken übergeben, jedoch duften die Protestanten weiterhin auf dem zur Kirche gehörenden Friedhof bestattet werden. 
Im Jahr 1705 wurde die Kirche durch ein Unwetter stark beschädigt, die Schäden konnten anschließend jedoch nur notdürftig repariert werden, sodass sich der Bauzustand verschlechterte. Mitte des 19. Jahrhunderts wurde die alte Pfarrkirche so baufällig und zudem zu klein, dass ein Abriss und Neubau beschlossen wurde. So beauftragte der Kirchenvorstand 1854 den Kölner Architekten Vincenz Statz mit der Planung einer neuen Pfarrkirche, noch im selben Jahr legte er seine Planungen vor. Mit der Realisierung wurde aus finanziellen Gründen erst 1859 begonnen, indem der Neusser Bauinspektor Friedrich Weise mit der Bauleitung beauftragt wurde. Nachdem am 3. Juni 1860 der letzte Gottesdienst in der alten Kirche gefeiert wurde und die Gottesdienste fortan in der Schule gehalten wurden, konnte am 3. Juli 1860 der Grundstein gelegt werden. Bereits im folgenden Jahr war die Kirche fertiggestellt und wurde am 27. August 1861 durch den Kölner Weihbischof Johann Anton Friedrich Baudri geweiht. Ihre heutige Form erhielt St. Martin 1937 durch den Anbau der beiden Seitenschiffe nach Plänen der Architekten Hintzen und Günther.

## Baubeschreibung

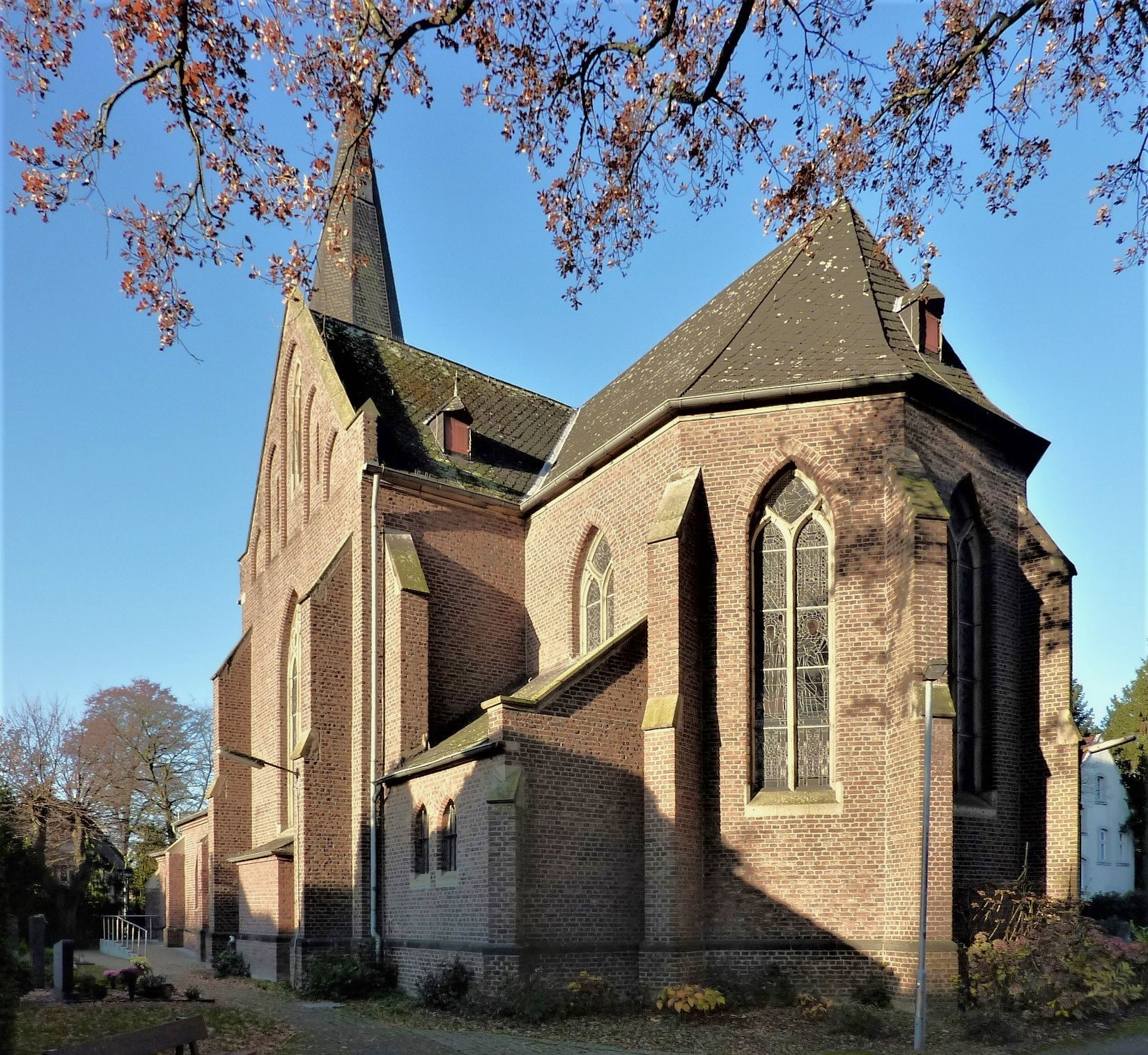
Choransicht

St. Martin ist eine zweijochige und dreischiffige Basilika aus Backsteinen mit einem Querschiff und dreiseitig geschlossenem Chor. Der dem Kirchenschiff vorgebaute dreigeschossige Glockenturm geht im Obergeschoss von einem Viereck in ein Achteck über. 

## Ausstattung

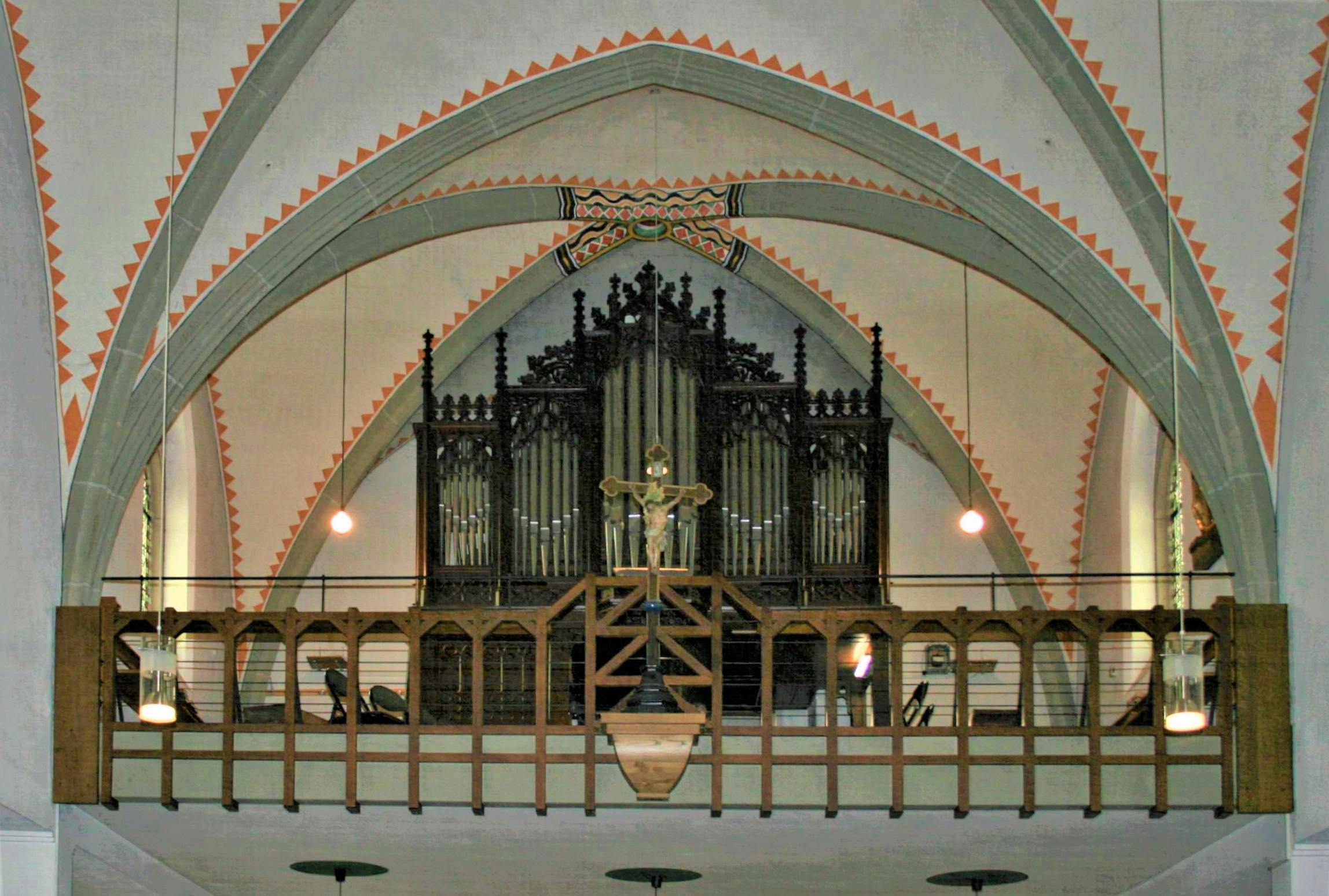
Schorn-Orgel von 1875

Im Innenraum haben Sich Teile der Ausstattung der Bauzeit erhalten. Dazu zählen der neugotische Hochaltar aus dem Jahr 1870, der Taufstein aus 1860 sowie die Orgel des Orgelbauers Franz Joseph Schorn aus dem Jahr 1875. Erwähnenswert sind auch die Buntglasfenster der Düsseldorfer Firma Hertel & Lersch aus den Jahren 1891 und 1900.

## Pfarrer
Folgende Priester wirkten bislang als Pastor an St. Martin
- 1923–1940: Leonhard Joeris
- 1940–1965: Heinrich Lennartz
- 1965–1972: P. Peter Huntjens SMM
- 1972–1987: P. Erich Turocha MSF
- 1987–1991: P. Adrian van der Elst SSS
- 1991–1999: Hermann Kurth
- Seit 1999: Ulrich Clancett